# Willy Stöwer
Willy Stöwer (22 de mayo de 1864 - 31 de mayo de 1931) fue un artista alemán, conocido por sus pinturas y litografías de temas marítimos. Fue uno de los ilustradores de la catástrofe del RMS Titanic y muchas de sus pinturas implican representaciones de hundimiento de los buques o pasando por situaciones similares. Fue un artista muy prolífico, después de haber pintado más de un centenar de pinturas en tan solo dos años. Se sabe que supera las mil pinturas.

## Vida
Willy Stöwer, hijo de un capitán de barco, nació en Wolgast, Alemania, en la costa báltica. Originalmente se formó como metalúrgico y trabajó como técnico en las oficinas de ingeniería de varios astilleros alemanes. Pronto recibió encargos como dibujante , ilustrador y pintor. Su talento fue reconocido tempranamente y su técnica pictórica fue autodidacta. En 1892 se casó con Henrietta Dettmann de una familia adinerada, y esto le permitió dedicarse exclusivamente a su trabajo como artista.
El Kaiser de Alemania Guillermo II se convirtió en un entusiasta partidario y mecenas del artista y se decía que Stöwer era el pintor naval favorito del Kaiser. Stöwer incluso acompañó al Emperador en varios viajes entre 1905 y 1912. Fue miembro de la junta de la Flottenverein y recibió una cátedra honoraria en 1907. El curso de su vida siguió entonces al de su patrón y el destino de la Marina Imperial Alemana. Al igual que con contemporáneos como Hans Bohrdt, su mayor período creativo llegó a su fin con la abdicación del Kaiser y el paso de la era imperial. Su carrera posterior, sin el favor imperial, se basó en algunas comisiones de las líneas de barcos de vapor. Murió en relativa oscuridad en su villa de Berlín-Tegel  el 31 de mayo de 1931, nueve días después de cumplir 67 años.  Stöwer está enterrado en el Cementerio III de las Iglesias de Jerusalén y Nuevas de Berlín, donde se conserva la tumba.

## Galería

Ejemplos de algunos trabajos de Willy Stöwer
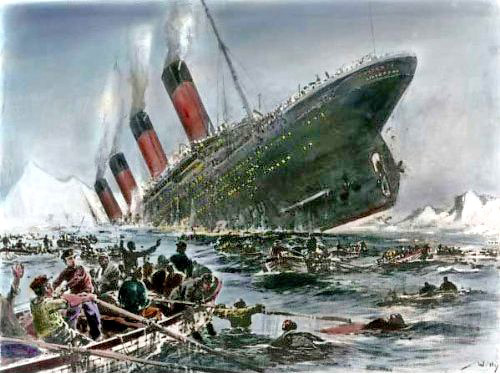
Hundimiento del RMS Titanic, 1912.
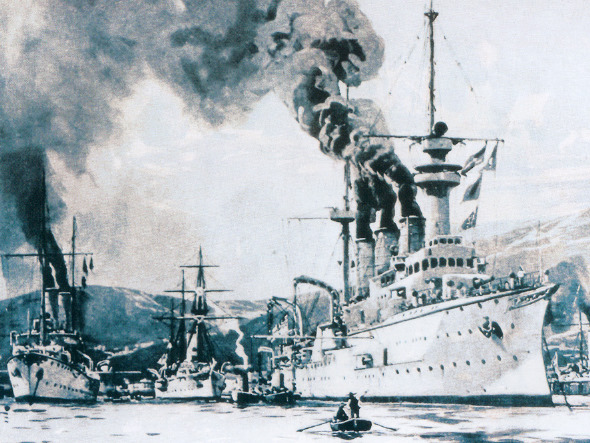
Bloqueo naval a Venezuela de 1902-1903.
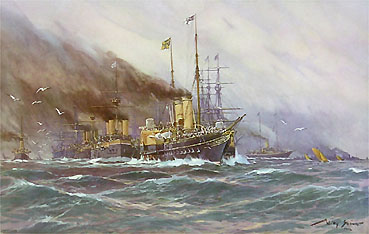
El yate SMY Hohenzollern I, sobre 1888.
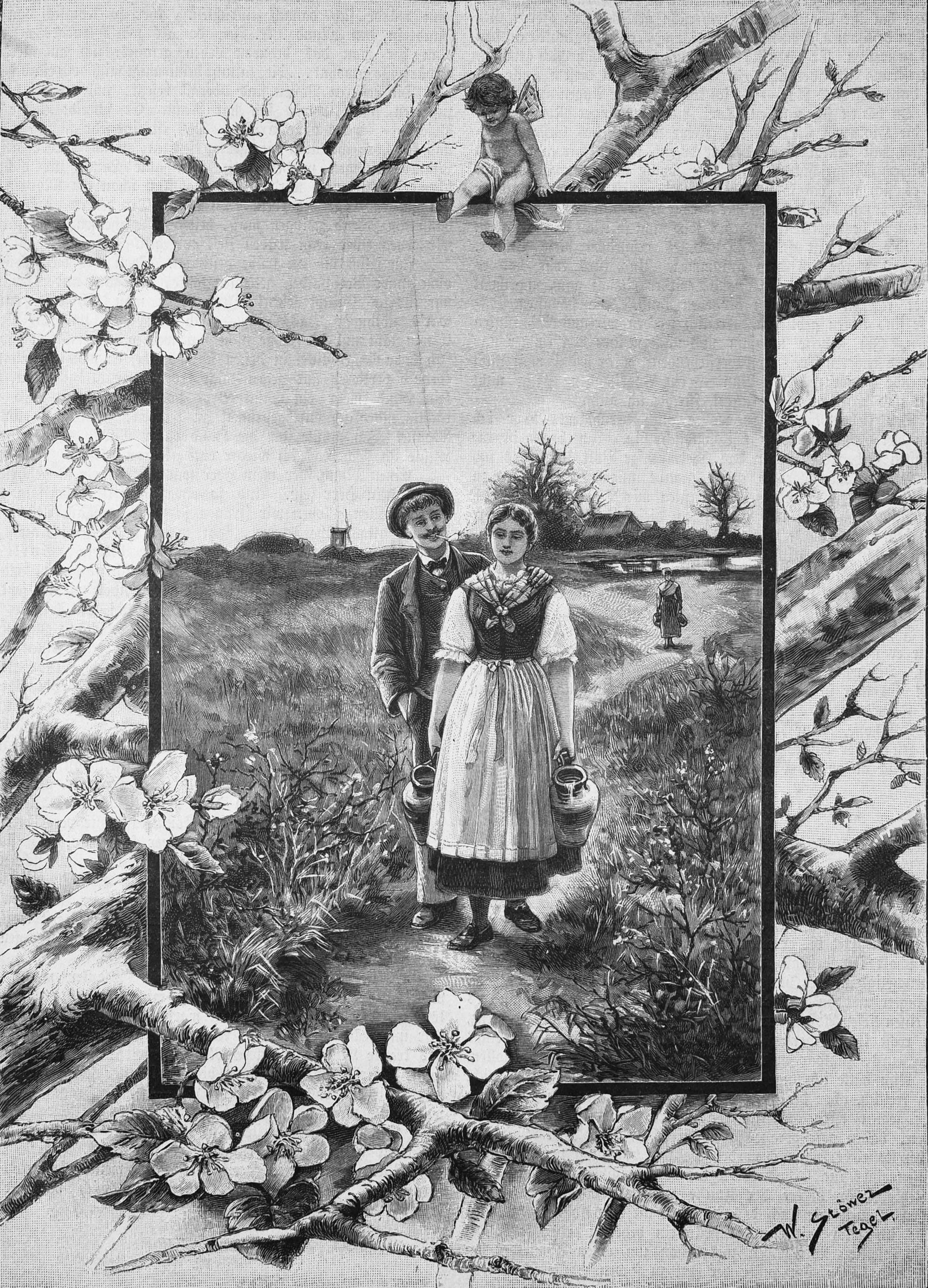
Ilustración de la revista Die Gartenlaube (1893) "El paseo al agua de Pascua".
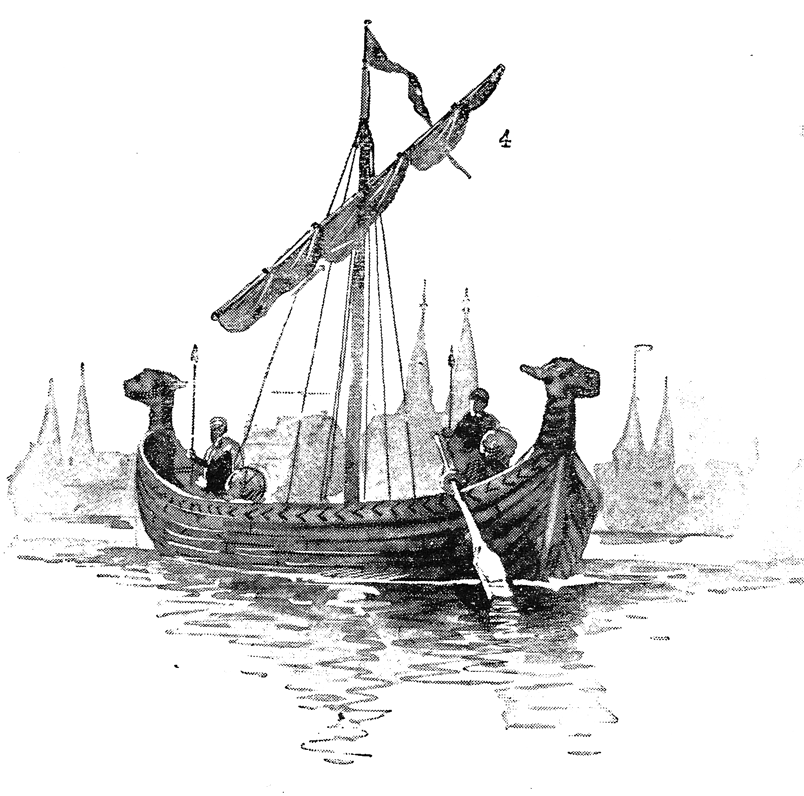
"Nave de Lübeck", ilustración del libro Barcos de la Liga Hanseática de los siglos XIV y XV (1902).
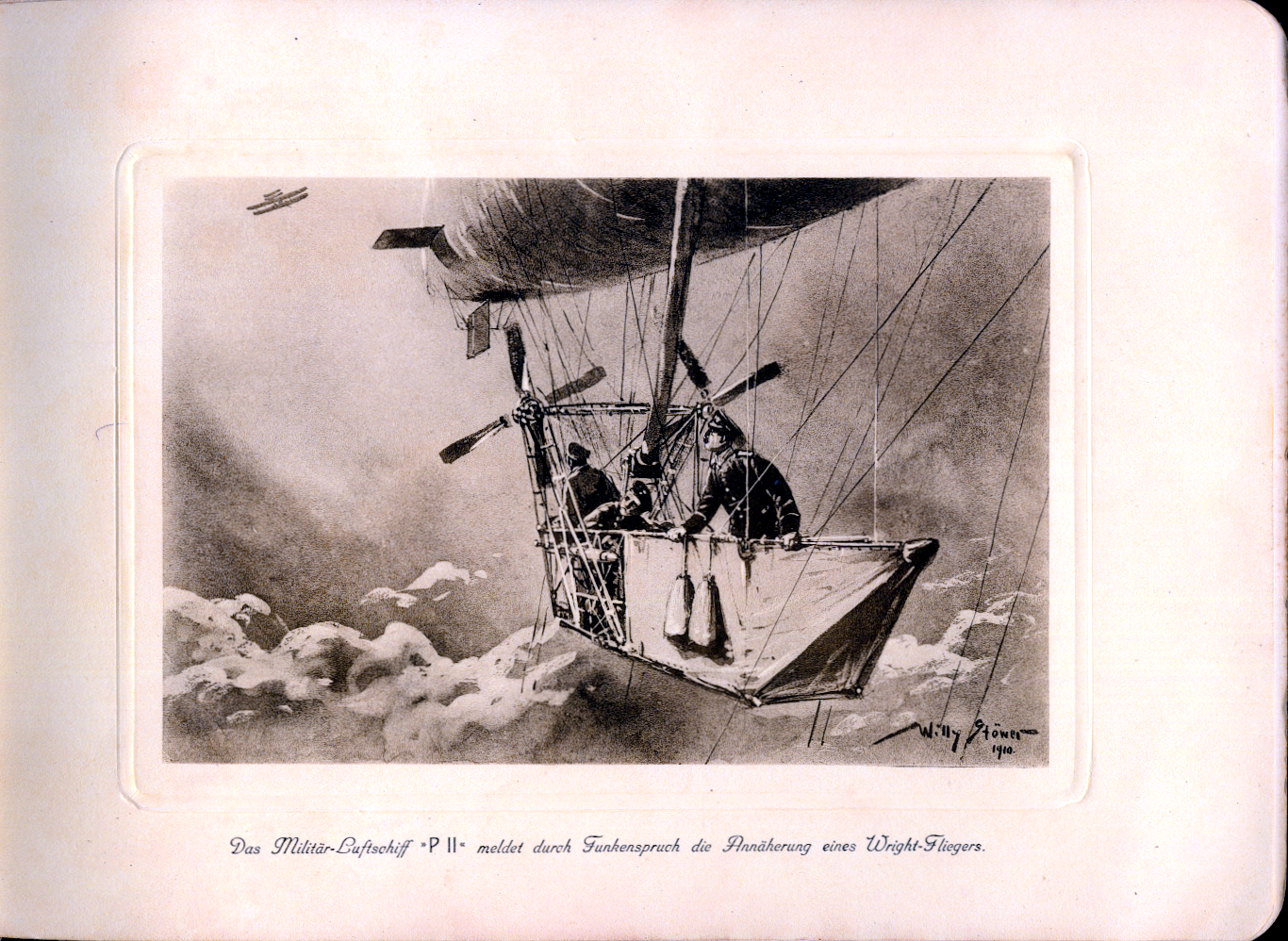
Ilustración de folleto (1910) para Luftfahrzeug-GmbH "La aeronave militar 'P II' informa por radio del acercamiento de un aeroplano Flyer Wright".
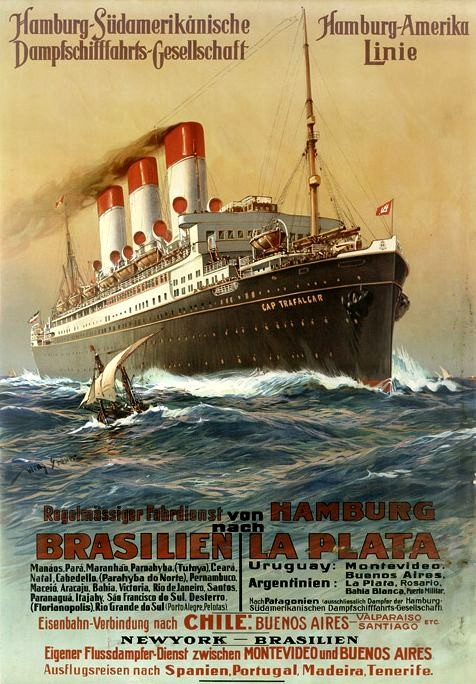
Cartel (ca. 1913). El SMS Cap Trafalgar, de la línea Hamburgo-Sudamérica.
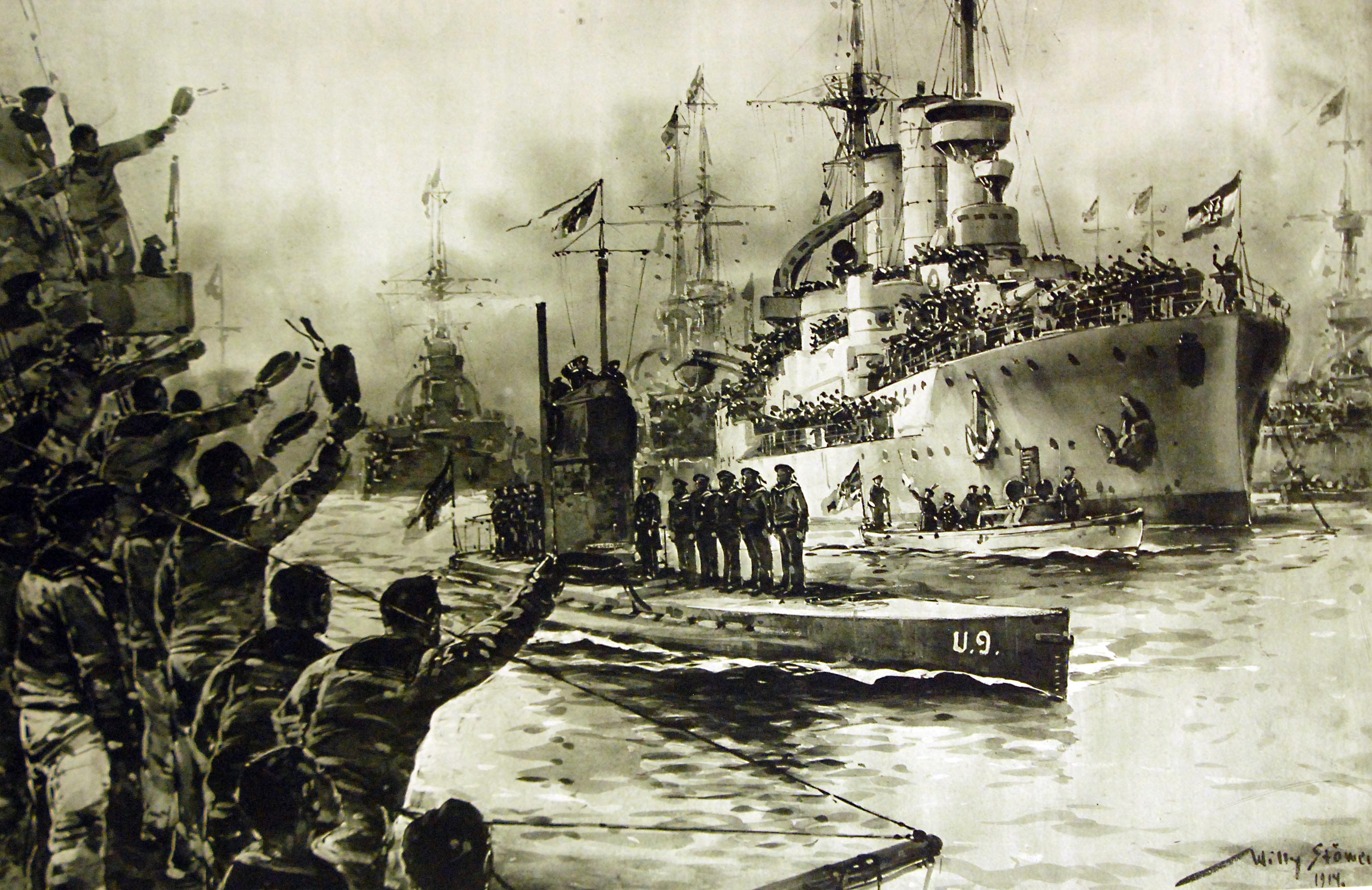
El regreso del U-9 a Wilhelmshaven, Alemania (1914).
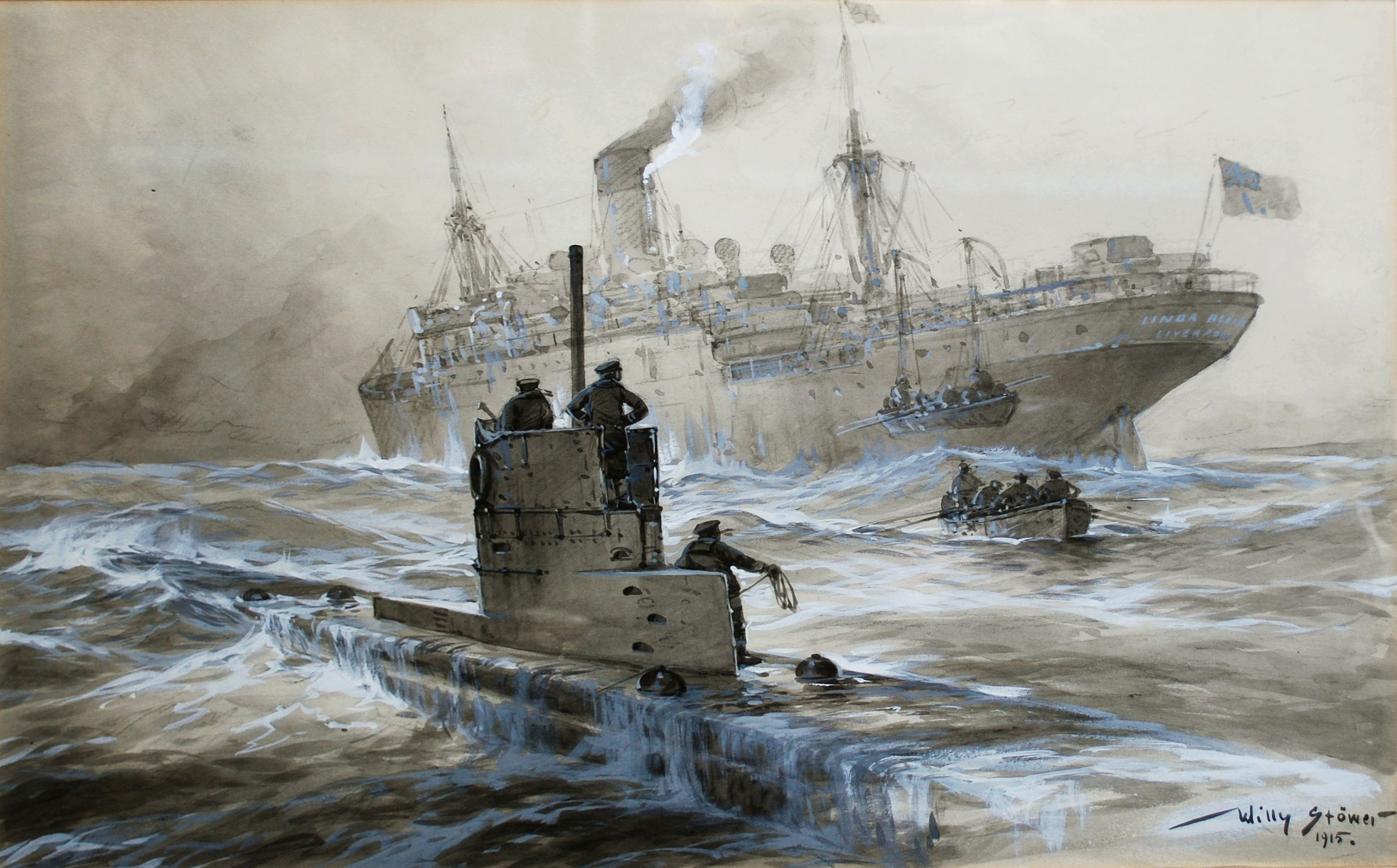
Ataque del U-21 al Linda Blanche (1915).
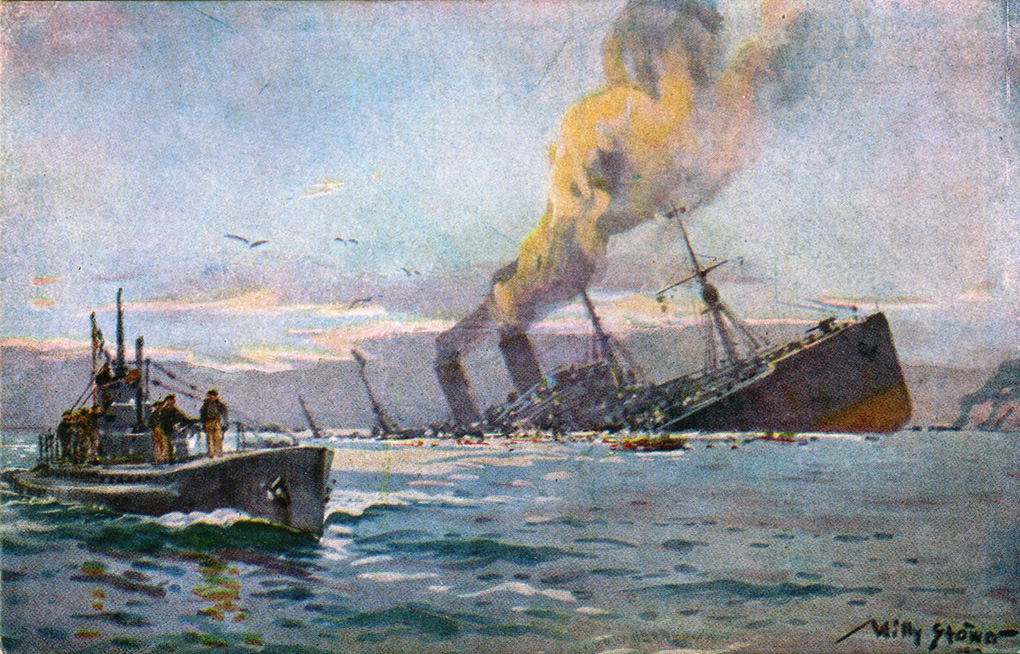
Tarjeta postal (1917) "Hundimiento de un transporte de tropas enemigo por un submarino alemán en el mar Mediterráneo".
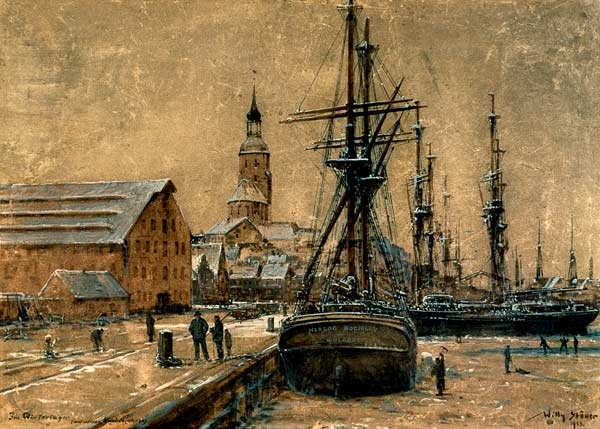
Pintura (1923) (témpera sobre cartón) "Campamento de invierno de los marineros en Wolgast".